# Pandémie de Covid-19 au Nicaragua
La pandémie de COVID-19 au Nicaragua fait partie de la pandémie mondiale de maladie à coronavirus 2019 (COVID-19) causée par le coronavirus 2 du syndrome respiratoire aigu sévère (SARS-CoV-2). Il a été démontré que le virus s'était propagé au Nicaragua lorsque le premier cas, un citoyen nicaraguayen revenu du Panama dans le pays, a été confirmé le 18 mars 2020.
Selon les chiffres officiels du ministère nicaraguayen de la Santé, après la notification du premier cas le 18 mars 2020, très peu de cas ont été détectés au cours des 8 semaines suivantes jusqu'à ce qu'une augmentation significative du nombre de cas se produise en mai 2020.
Par la suite, à partir de la mi-juillet 2020 environ, le taux de nouveaux cas a rapidement diminué et, en janvier 2021, le pays dans son ensemble présentait l'un des plus faibles nombres de cas d'Amérique latine.
Cependant, les dirigeants de l'opposition ont critiqué l'approche du gouvernement pour contrôler la pandémie , et une organisation appelée Observatoire des citoyens  a déclaré que les chiffres sont nettement plus élevés, en particulier le nombre de décès[source secondaire nécessaire].

## Contexte
Le 12 janvier 2020, l'Organisation mondiale de la santé (OMS) a confirmé qu'un nouveau coronavirus était à l'origine d'une maladie respiratoire chez un groupe de personnes de la ville de Wuhan, dans la province du Hubei, en Chine, qui a été signalée à l'OMS le 31 décembre 2019,.
Le taux de létalité pour COVID-19 a été bien inférieur à celui du SRAS de 2003,, mais la transmission a été significativement plus élevée, avec un nombre total de morts important,.

## Réponse

### Méthodes de contrôle du virus
Le gouvernement s'est initialement concentré sur un programme d'éducation, avec des professionnels de la santé et des bénévoles visitant 1,2 million de foyers au cours de la dernière semaine de mars, et des informations supplémentaires étant diffusées via la télévision et d'autres médias.
La réponse du gouvernement à la crise a été décrite comme une tentative de garder la pandémie sous contrôle tout en permettant au pays de poursuivre ses activités normales sans verrouillage. L'approche du gouvernement a été explicitement publiée le 25 mai, dans son "Livre blanc", une publication expliquant son approche pour contrôler l'épidémie,. Dans le document, l'approche du Nicaragua est comparée à celle de la Suède : « Avec l'abandon croissant des « confinements », tous les pays du monde devront combiner la défense contre le Coronavirus avec le fonctionnement de la société, tout comme le Nicaragua et la Suède l'ont fait Depuis le début." . Le gouvernement nicaraguayen considérait le recours au confinement comme peu pratique, car la plupart des Nicaraguayens doivent quitter leur domicile chaque jour pour gagner suffisamment d'argent pour survivre. La réponse du gouvernement a commencé en janvier 2020, lorsqu'il a créé des services Covid dans 18 hôpitaux, mis en place des contrôles de santé aux points d'entrée du pays avec des quarantaines obligatoires et s'est attaqué à la désinformation sur le virus. Près de cinq millions de visites à domicile par des « brigades de santé » ont été effectuées pour fournir des informations aux résidents.
Les enfants sont retournés à l'école après les vacances de Pâques 2020 comme d'habitude, les employés du gouvernement ont repris le travail et la plupart des activités se sont poursuivies avec des limitations minimales. Le président Daniel Ortega a déclaré que les Nicaraguayens "n'ont pas cessé de travailler, car si ce pays cesse de fonctionner, il meurt".
Ana Emilia Solís, de l'Organisation mondiale de la santé, a déclaré en mars 2020 que depuis janvier, lorsque le gouvernement nicaraguayen a déclaré une alerte sanitaire en raison de la menace de COVID-19 : « Le Nicaragua travaille conformément aux directives [de l'OMS]. Il a travaillé dur sur l'enrôlement des services de santé, le renforcement de la surveillance épidémiologique et a travaillé avec le Réseau de santé communautaire pour identifier les cas possibles qui peuvent survenir au niveau communautaire ».
Une délégation de l' Organisation panaméricaine de la santé, la branche régionale de l'OMS, s'est rendue dans le pays au cours de la deuxième semaine de mars pour coordonner les mesures de protection contre le virus. Alexander Florencio, un représentant de la délégation, a déclaré que "les meilleures conditions sont en train de se préparer". Florencio a ajouté que « les dispositions prises [par le gouvernement] ont intégré toutes les recommandations de l'OPS » .

### Critique
Certains critiques du gouvernement de Daniel Ortega ont d'abord affirmé que le gouvernement minimisait la gravité du virus,. Une estimation d'une organisation appelée l'Observatoire des citoyens. affirmait en mai que le nombre de cas était 4 fois et le nombre de décès 20 fois le chiffre officiel, cependant la provenance de ces chiffres n'est pas documentée et l'identité de l'organisation inconnue.
Avant l'arrivée du virus au Nicaragua, un grand rassemblement public a été organisé par des partisans du gouvernement en solidarité avec les victimes du coronavirus dans d'autres pays. Cependant, l'événement a été critiqué pour manque de distanciation sociale. Le groupe des partis d'opposition, la Coalition nationale, a écrit une lettre de plainte à l'Organisation mondiale de la santé, affirmant que la représentante de l'OMS, Ana Emilia Solis, devrait promouvoir des mesures plus extrêmes pour lutter contre le virus, bien que les conseils de Solis soient conformes aux directives de l'OMS.
Le 18 mai 2020, environ 700 agents de santé ont écrit une lettre au gouvernement, l'exhortant à prendre les mesures préventives suggérées par l'OMS pour contrôler la propagation du COVID-19 dans le pays. Ils ont fait part de leurs préoccupations concernant la faiblesse du système de santé publique et la façon dont la vie des gens était en danger. Selon Human Rights Watch (HRW), en réponse à la lettre, plusieurs agents de santé ont été licenciés de leur travail en juin par le ministère nicaraguayen de la Santé sans aucune procédure légale. HRW a exhorté les autorités nicaraguayennes à rendre aux travailleurs leur emploi avec une compensation salariale et à prendre les mesures préventives nécessaires pour contrôler la pandémie.

## Chronologie

### Mars 2020

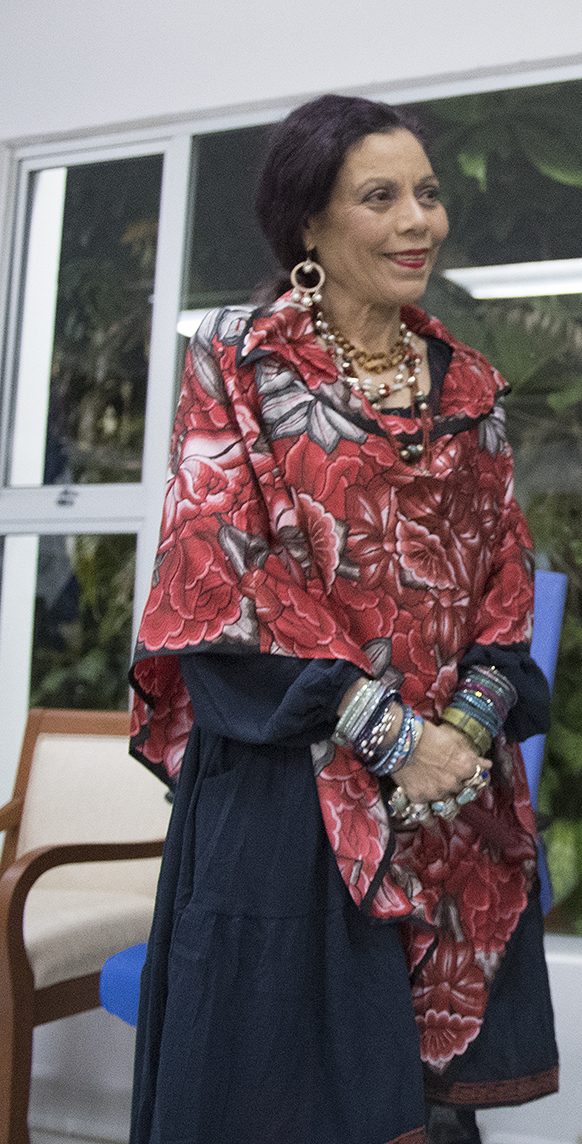
Vice-président Rosario Murillo

Le 16 mars 2020, Rosario Murillo a annoncé les préparatifs de la Semaine Sainte (une fête importante célébrée dans tout le pays), une approche décrite par le journal d'opposition La Prensa comme "parier sur le tourisme" et "maintenir le tourisme en vie pendant une pandémie". Le ministère du gouvernement a également déclaré que la frontière fonctionnerait « normalement » mais avec des équipes médicales prenant des « mesures pertinentes » telles que la vérification de la température corporelle.
Le 17 mars 2020, le vice-président Rosario Murillo a annoncé que Cuba allait envoyer des médecins et des produits pharmaceutiques au Nicaragua pour aider à lutter contre le coronavirus, bien qu'il n'y ait aucun cas confirmé dans le pays à l'époque. Murillo a également affirmé que des fournitures médicales avaient également été envoyées par le Venezuela,.
Le 18 mars 2020, Murillo a annoncé le premier cas confirmé au Nicaragua : un homme de 40 ans qui est récemment rentré au Nicaragua depuis son pays voisin, le Panama. À son sujet, Murillo a déclaré qu'il était isolé et dans un état stable, et qu'elle espérait qu'il n'aurait pas besoin d'un ventilateur.
Le 20 mars, le deuxième cas a été confirmé, un Nicaraguayen venu de Colombie.
Le 26 mars 2020, le premier décès lié au coronavirus au Nicaragua a été signalé, la personne décédée souffrait également d'autres complications médicales et aurait également été séropositive .

### Avril à mai 2020
Le 1er avril, Taïwan a fait don d'articles de protection médicale à l'usage des professionnels de la santé.
Pendant tout le mois d'avril et la première quinzaine de mai, un petit nombre de cas ont été signalés (avec le MINSA, le ministère de la Santé n'envoyant qu'une seule fois chaque semaine à partir du 5 mai). Au 12 mai, seuls 25 cas avaient été signalés et 8 décès,,,,,,,,,,,,.

### Augmentation du nombre de cas: mai à juin 2020
Le 12 mai 2020, le ministère de la Santé a annoncé une augmentation notable des infections avec 9 autres cas identifiés, portant le total à 25, dont 3 décès. Il a également été signalé que d'autres décès étaient survenus parmi les personnes qui étaient surveillées mais qui sont décédées d'autres maladies graves.
Le 19 mai 2020, le ministère de la Santé a signalé 254 cas, avec 17 décès, bien que 199 du total soient signalés comme guéris. SICA a correctement signalé que les 254 étaient en plus des 25 existants pour un total de 279.
Le 26 mai, le bulletin hebdomadaire faisait état de 480 nouveaux cas, portant le nombre total de cas à 759, dont un total de 35 décès et 370 guéris .
359 nouveaux cas ont été signalés le 2 juin, portant le total à 1118, avec un nombre de décès passant à 46 et 691 guérisons , avec 346 nouveaux cas les suivants (total 1464, 55 décès, 953 guérisons).
Les quatre semaines suivantes ont montré que la tendance se poursuivait : 346 nouveaux cas le 9 juin, portant le total à 1464, dont 55 décès et 953 guérisons ; 359 nouveaux cas le 16 juin (total des cas 1823, total des décès 64, 1238 guérisons) ; 346 nouveaux cas le 23 juin (total des cas 2170, total des décès 74, 1489 récupérés) ; et 349 nouveaux cas au 30 juin (total des nouveaux cas 2 519, total des décès 83, 1 750 récupérés) .

### Amélioration lente: juillet et août 2020
À partir de juillet 2020, le nombre de nouveaux cas a commencé à diminuer progressivement à mesure que chaque série de chiffres hebdomadaires était publiée. Le 7 juillet, les chiffres faisaient état d'un total de 2 846 cas, avec 91 décès et 1 993 guéris. Le 14 juillet, les chiffres faisaient état de 3 147 cas, 99 décès et 2 282 guéris. Le 21 juillet, les chiffres faisaient état de 3 439 cas, 108 décès et 2 492 guéris. Les chiffres du 28 juillet font état de 3 672 cas, 116 décès et 2 731 guéris.
Les chiffres du 4 août faisaient état de 3 902 cas, 123 décès et 2 973 guéris ; les chiffres du 11 août font état de 4.115 cas, 128 décès et 3.072 guéris. Le 18 août, 196 autres cas et 5 décès ont été signalés, portant les totaux à 4 311 et 133 respectivement, bien qu'aucune autre information sur les guérisons n'ait été publiée. Le 25 août, le total est passé à 4 494 cas, 3 339 guérisons et 137 décès.

### Septembre à décembre 2020
Le 1er septembre, Forbes International a signalé que le Nicaragua avait le taux de recouvrement le plus élevé de la zone du Système d'intégration de l'Amérique centrale (SICA) à 91,25 %, devant le Guatemala avec 83,13 % et le Panama avec 71,39 %. Les chiffres pour cette semaine étaient de 4 668 cas, 141 décès et 3 458 guérisons. Au cours des quatre semaines suivantes jusqu'au 29 septembre, le nombre est passé à 5 170 cas, 151 décès et 3 898 guérisons.
Au 27 octobre 2020, le nombre avait lentement augmenté pour atteindre 5 514 cas au total, 156 décès et 4 188 guérisons,,,,. Le 3 novembre, les chiffres faisaient état de 5 591 cas au total, 157 décès et 4 246 guérisons.

### 2021
Au 12 janvier 2021, les chiffres du gouvernement indiquaient 6 152 cas au total, 167 décès et 4 694 guérisons. Au 23 février, les chiffres officiels indiquaient 6 445 cas au total, 174 décès et 4 922 guérisons.
Le gouvernement a autorisé l'utilisation du vaccin Spoutnik V le 3 février 2021 et les premiers vaccins ont été administrés le 3 mars. Le Nicaragua doit également recevoir des doses du vaccin Oxford-AstraZeneca Covishield.,.

## Vaccination
Le Nicaragua est avec le Guatemala et le Honduras le pays le plus lent concernant la vaccination contre le Covid-19 en Amérique centrale. Début juin 2021, le Nicaragua a administré 2,5 doses pour 100 personnes, ce qui équivaut à un total de 167 500 doses administrées. Le Nicaragua a reçu 135 000 doses de vaccin via le mécanisme COVAX, une initiative mondiale qui vise à un accès équitable aux vaccins Covid-19. L'initiative a alloué un total de 432 000 doses au Nicaragua qui seront livrées au cours de l'année 2021. Le Nicaragua a reçu des dons de 6 000 doses du Spoutnik V du Fonds d'investissement direct russe , ainsi que 200 000 doses du vaccin Covishield ( AstraZeneca/Oxford ) de l'Inde. Tout comme le Honduras, le Guatemala et le Paraguay, le Nicaragua n'a pas reçu de dons de vaccins de la Chine, car le pays entretient des relations diplomatiques avec Taïwan et reconnaît Taipei au-dessus de Pékin. Par ailleurs, le Nicaragua prévoit d'acheter 6,86 millions de doses de vaccins avec un financement de 100 millions de dollars US approuvé par la Banque centraméricaine d'intégration économique (CABEI). De cette façon, le gouvernement du Nicaragua vise à vacciner 3,27 millions de Nicaraguayens, en commençant par les travailleurs aux postes frontières, les enseignants, les professionnels du tourisme et d'autres institutions ainsi que les groupes à risque âgés de 40 à 59 ans.

## Estimations alternatives
Le journal La Prensa a été le premier à proposer des chiffres alternatifs lorsqu'il a fait état de deux décès "non officiels", l'un d'un employé de 58 ans de l'aéroport de Managua, diagnostiqué le 25 avril et décédé le 29 avril, et un autre de 70 ans. un habitant d'Esteli âgé d'un an, qui serait décédé le même jour. Ces cas n'étaient pas inclus dans le décompte officiel à l'époque.
Une organisation appelée « Observatoire des citoyens » a affirmé que les vrais chiffres sont bien plus élevés. Il a déclaré que, le 8 juin, le nombre de décès était 20 fois supérieur aux chiffres officiels, avec au moins 980 décès contre 46 dans les chiffres officiels à ce moment-là. Le nombre de cas de COVID-19 a également été estimé à 4 000 par rapport au chiffre officiel de 1 118. Il a déclaré que la sous-déclaration des décès était due à l'attribution d'une "pneumonie atypique" comme cause de décès plutôt que de COVID-19. En août 2020, l'Observatoire des citoyens avançait quelque 9 000 cas, soit environ le double du nombre officiel, mais toujours massivement inférieur à tous les autres pays d'Amérique centrale, à l'exception (à l'époque) du Belize peu peuplé. Cependant, l'Observatoire des citoyens n'a donné aucune indication sur la provenance de ces revendications qui, selon John Perry, écrivant pour le Council on Hemispheric Affairs, consistent en des "experts anonymes", qui créent leurs propres données à partir de "la société civile, des réseaux, des militants du numérique". et les familles affectées" ,, et de quelque chose décrit comme des "opinions publiques spontanées". En janvier 2021, l'Observatoire des citoyens a signalé un total de 12 404 cas, presque exactement le double du nombre officiel du gouvernement, mais toujours seulement 9 % et 7 % respectivement du nombre de cas dans les pays voisins: Honduras au nord et Costa Rica au sud,.

### Événements sportifs
Au début de la pandémie, la situation ai Nicaragua était inhabituelle dans la mesure où de nombreux événements sportifs se poursuivaient à un moment où ils avaient été annulés dans de nombreux pays,,.
Le 25 avril 2020, un événement de boxe a été organisé à Managua, dans des conditions strictes. Tous les spectateurs ont fait vérifier leur température à l'entrée et ont été contraints de s'asseoir à trois sièges l'un de l'autre tout en portant des masques. Les boxeurs ont été aspergés de désinfectant avant le combat.